# Ардатовське сільське поселення (Ардатовський район)
Арда́товське сільське поселення (рос. Ардатовське сельское поселение) — муніципальне утворення у складі Ардатовського району Мордовії, Росія. Адміністративний центр та єдиний населений пункт — селище Ардатов.

## Населення
Населення — 567 осіб (2019, 628 у 2010, 662 у 2002).